# Лі Сан Чун
Лі Сан Чун (кор. 이상준, нар. 14 жовтня 1999) — південнокорейський футболіст, захисник клубу «Пусан Ай Парк».

## Клубна кар'єра
Народився 14 жовтня 1999 року. Вихованець футбольної школи клубу «Пусан Ай Парк». Дорослу футбольну кар'єру розпочав 2018 року в основній команді того ж клубу, кольори якої захищає й донині.

## Виступи за збірні
У 2018 році у складі збірної Південної Кореї до 19 років взяв участь в юнацькому (U-19) кубку Азії в Індонезії. На турнірі він зіграв у одному матчі і допоміг своїй команді стати фіналістом турніру. Цей результат дозволив команді до 20 років кваліфікуватись на молодіжний чемпіонат світу 2019 року у Польщі, куди поїхав і Лі.